# Dom i nacionalno okupljanje
Dom i nacionalno okupljanje (DOMiNO) hrvatska je politička stranka desnice. Prvi i trenutni predsjednik stranke jest poduzetnik Mario Radić.

## Povijest

### Osnutak stranke
Stranka je nastala 28. rujna 2024. odcjepljenjem od Domovinskog pokreta nakon Radićeva gubitka na unutarstranačkim izborima, na kojim je pobijedio Ivan Penava. Za predsjednika stranke izabran je Mario Radić, za potpredsjednike izabrani su Igor Peternel, Damir Biloglav i Branka Lozo, koja je ujedno kandidatkinja na predsjedničkim izborima. Za glavnog tajnika izabran je Slaven Dobrović, a međunarodnim tajnikom imenovan je Stephen Nikola Bartulica.

## Predsjednici stranke
| br. | ime         | ime | trajanje mandata        |
| --- | ----------- | --- | ----------------------- |
| 1.  | Mario Radić |     | 28. rujna 2024. – danas |